# Údolná
Údolná, bis 1948 Keprtovice (deutsch Geppertsau) ist eine Wüstung auf dem Gebiet des Truppenübungsplatzes Libavá in Tschechien. Sie liegt vier Kilometer südöstlich von Město Libavá, der Katastralbezirk umfasst 577 ha.

## Geographie
Údolná befand sich in 483 m. ü. M. am Fuße des Oderberges in den Oderbergen. Das Dorf erstreckte sich im Tal des Libavský potok (Liebauer Bach) vor dessen Einmündung in die Oder. Durch den Ort führte die Straße von Potštát nach Město Libavá. Nördlich erhebt sich der Bartelsdorfer Berg (562 m), im Nordosten der Oderský vrch (Oderberg, 582 m), östlich die Rovné (Huppberg, 627 m), im Süden der Pleißberg (586 m) sowie nordwestlich der Eulenberg (605 m) und die Kamenica (Hartfeldberg, 614 m).
Umliegende Ortschaften waren Stará Voda im Norden, Vojnovice und Rudoltovice im Nordosten, Mastník im Osten, Milovany im Südosten, Čermná und Nová Ves nad Odrou im Süden, Pivovarský Kopec, Velká Střelná und Hühnerberk im Südwesten, Smilov im Westen sowie Dřemovice und Město Libavá im Nordwesten.

## Geschichte
Die erste schriftliche Erwähnung des zu den Besitzungen der bischöflichen Vogtei Liebau gehörigen Dorfes Keprczau erfolgte 1581 im Urbar der Stadt Liebau. Es wird angenommen, dass der Ort bereits im 15. Jahrhundert durch schlesische Siedler gegründet worden ist. Im Jahre 1585 wurde der Ort als Gepirzow bzw. Geprcžau, 1651 als Keprssow, ab 1654 als Gepershaw, ab 1718 als Geppertzau bzw. Gepperzau, ab 1720 als Geppertsau, 1771 als Keprczow bzw. Gepperzovium und 1793 als Geprdowice bezeichnet. Die Matriken werden seit 1659 in Stadt Liebau geführt. 1785 wurde im örtlichen Armenhaus der Schulunterricht aufgenommen. 1826 entstand ein eigenes Schulgebäude. In den 51 Häusern des Ortes lebten im Jahre 1835 344 Personen. Die Bewohner lebten von der Landwirtschaft, die wegen der steinigen und trockenen Böden wenig ertragreich war und verdingten sich als Tagelöhner. Die meisten Einwohner verdienten sich im Winter ein Zubrot mit der Weberei und Fertigung von Holzwaren. Weitere Namensformen waren Geppercowa (ab 1835) und Gepertkovice (1847). Bis zur Mitte des 19. Jahrhunderts blieb Gepperzau immer dem Olmützer Fürsterzbischöflichen Kammergut Liebau untertänig.
Nach der Aufhebung der Patrimonialherrschaften bildete Göperzau/Geprtovice ab 1850 eine Gemeinde in der Bezirkshauptmannschaft Mährisch Weißkirchen und dem Gerichtsbezirk Stadt Liebau. Im Jahr 1855 wurde Geppertsau dem Bezirk Stadt Liebau zugeordnet und ab 1868 gehörte das Dorf zum Bezirk Sternberg. 1856 wurde ein neues Schulhaus eingeweiht. In den Jahren 1858–1860 erfolgte der Bau der Kapelle. Ab 1872 verwendete die Gemeinde die Ortsnamen Gepperzau/Kepertovice und seit 1893 Geppertsau/Keprtovice. Im Jahre 1880 lebten in den 57 Häusern der Gemeinde 382 deutschsprachige Einwohner. 1897 gründete sich die Freiwillige Feuerwehr. Beim Zensus von 1900 war die Zahl der Häuser auf 60 angewachsen, die der Einwohner wegen der Armut des Ortes jedoch deutlich auf 342 zurückgegangen. Zu Beginn des 20. Jahrhunderts bestand in dem Dorf eine Darlehnskasse und zwei Mühlen. 1909 wurde Geppertsau dem Bezirk Bärn zugeordnet.
1921 lebten in den 68 Häusern von Geppertsau nur noch 290 rein deutschsprachige Einwohner. Im Jahre 1930 bestand das Dorf aus 71 Häusern und hatte 299 durchweg deutschsprachige Bewohner. Nach dem Münchner Abkommen wurde Geppertsau 1938 dem Deutschen Reich zugeschlagen und gehörte bis 1945 zum Landkreis Bärn und Gerichtsbezirk Stadt Liebau. 1939 lebten in Geppertsau 318 Menschen. Nach dem Ende des Zweiten Weltkrieges kam das Dorf zur Tschechoslowakei zurück und die deutschen Bewohner wurden vertrieben.
Im Zuge der Errichtung des Truppenübungsplatzes Libavá wurde Keprtovice 1946 nicht wieder besiedelt. 1949 wurde die Gemeinde aufgelöste und in Údolná umbenannt sowie zugleich dem Bezirk und Gerichtsbezirk Olomouc zugeordnet.

## Veranstaltungen
Údolná befindet sich innerhalb des absoluten Sperrgebietes und ist jährlich nur am 1. Mai während der Sonderöffnung des Truppenübungsplatzes im Rahmen der Fahrradtouristikaktion „Bílý kámen“ zugänglich. Erhalten sind u. a. Mauerreste der Kapelle und ein steinernes Kreuz an der Straße von Potštát nach Město Libavá, das heute als Gedenkkreuz dient.

## Ehemalige Denkmale
- Kapelle des hl. Georg, erbaut 1858–1860. Den Bau unterstützten Kaiser Ferdinand und Kaiserin Maria mit 315 Gulden.